# D-3000
D-3000 je egyptský raketomet pro vytváření kouřových clon. D-3000 se montuje na obrněný transportér Walid, odkud střílí 80mm rakety. Za normálního počasí vydrží clona 15 minut a dosáhne do výšky až 1000 metrů. Větší verze D-6000 se montuje na boční stranu věže tanku T-62, odkud střílí 122mm rakety.